# Kenge
Kenge és un territori i una localitat de la província del Kwango a la República Democràtica del Congo. El 2009 tenia una població estimada de 41.612 habitants. Es divideix en la Chefferie de Pelende-Nord en els secteurs de Bukanga-Lonzo, Kolokoso, Lufuna i Mosamba.
La ciutat disposa de l'Aeroport de Kenge.